# Stradivari Jupiter, ex Goding
Lo Stradivari Jupiter, ex Goding è un antico violino costruito nel 1722 dal famoso liutaio cremonese Antonio Stradivari. È uno dei circa 700 strumenti Stradivari esistenti al mondo.

## Storia
Lo Jupiter è di proprietà della Nippon Music Foundation.
Fu concesso in prestito a Midori prima che lei ricevesse l'ex-Gibson/ex-Huberman del Gesu del 1731c, che ora è il suo strumento da concerto. La sua musica con lo Jupiter è disponibile nella registrazione del Concerto per violino di Sibelius, con l'Orchestra filarmonica d'Israele per l'etichetta Sony Classical. Smise di suonare lo Jupiter in breve tempo perché il corpo e il manico erano troppo grandi per lei, tanto che spesso le faceva male alle mani, alle dita e alle braccia.
Successivamente fu dato in prestito a Daishin Kashimoto e Manrico Padovani.
Da dicembre 2013 è in prestito a Ryu Gotō.